# Julius Augapfel
Julius Augapfel (geboren 19. April 1892 in Jarosław, Österreich-Ungarn; gestorben 1. Oktober 1944 im KZ Auschwitz) war ein österreichischer Rabbiner.

## Leben
Julius Augapfel war ein Sohn des Kaufmanns Mayer Augapfel (1865–1932). Er besuchte ein Gymnasium in der Wiener Leopoldstadt und studierte ab 1910 an der Universität Wien Geschichte und Orientalistik sowie an der Wiener Israelitisch-Theologischen Lehranstalt.
Er wurde im Juni 1914 promoviert. Augapfel wurde 1914 Rabbiner in Salzburg und wirkte während des Ersten Weltkriegs auch als Feldrabbiner. Nebenher studierte er ab 1915 Rechtswissenschaften in Wien und wurde im Mai 1919 ein zweites Mal promoviert. 

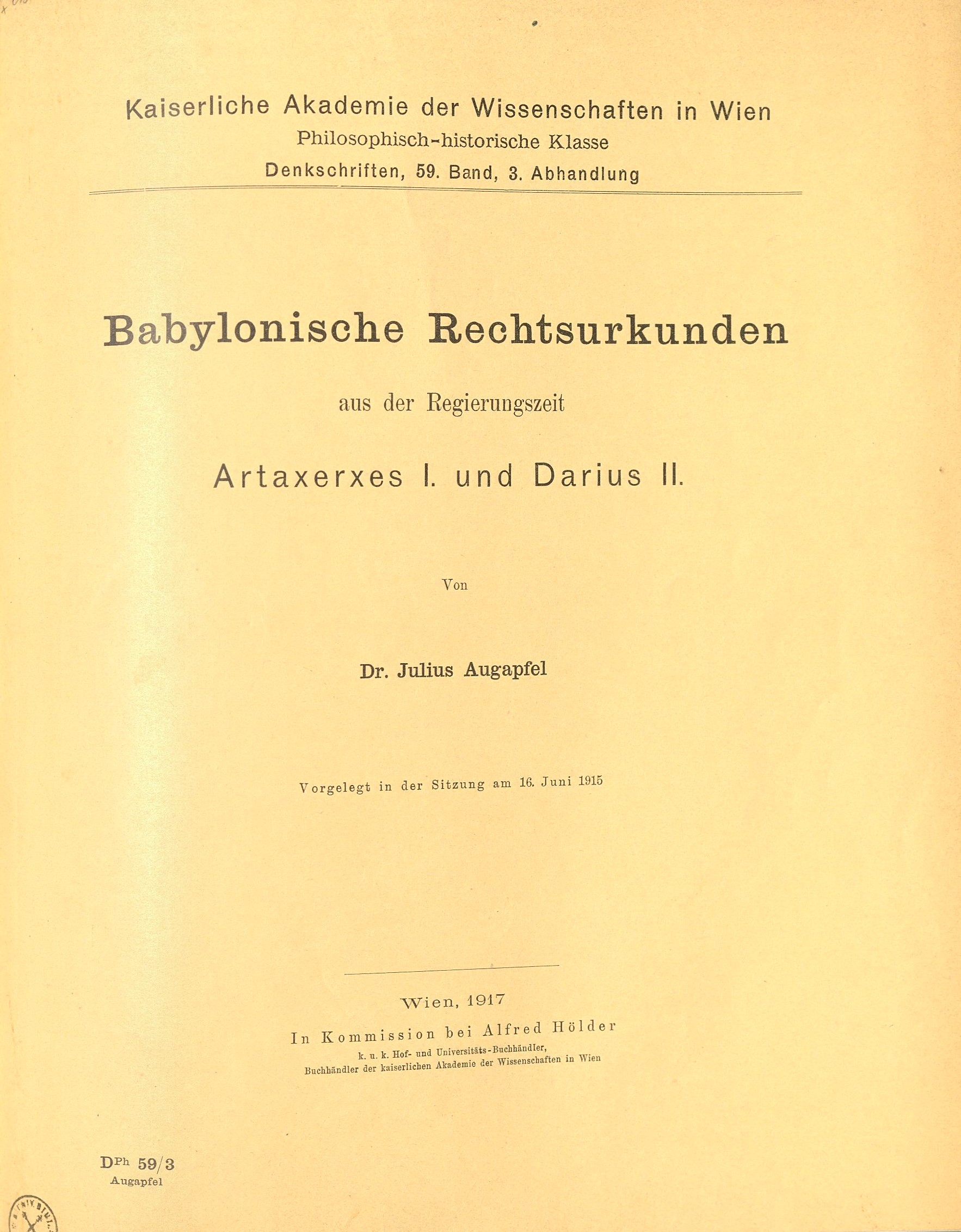
Dissertation (1917)

1919 heiratete Augapfel in Wien Rosa Zuckermann (1895–1967), sie hatten einen Sohn. Er arbeitete nun als unbezahlter Bibliothekar am Orientalischen Institut der Universität Wien und fand erst 1926 einen Brotberuf als Rabbiner und Religionslehrer der jüdischen Gemeinde im ostpreußischen Insterburg, wo er auch eine zionistische Gruppe aufbaute. Er wurde Mitglied im Allgemeinen Rabbinerverband in Deutschland sowie im Nordostdeutschen Rabbinerverband und war zeitweise dessen Vorsitzender. Seine mehrfachen Versuche in den 1930er Jahren, eine Rabbinerstelle in Wien zu erhalten, misslangen. 
Nach der Machtübergabe an die Nationalsozialisten 1933 wurde Augapfel in Insterburg wegen der nun ausbleibenden staatlichen Zuschüsse als Rabbiner entlassen und war die nächsten Jahre wieder ohne festes Einkommen.
1939 floh er mit seiner Frau in die Niederlande, und es wurde ihnen die nunmehr deutsche Staatsbürgerschaft entzogen. Am 8. Juli 1940 wurden ihm beide Doktor-Grade aus rassistischen Gründen von der Universität Wien aberkannt. Nach der Deutschen Okkupation der Niederlande 1940 wurde er verhaftet und für die nächsten vier Jahre im Durchgangslager Westerbork inhaftiert. Er konnte dort als Seelsorger wirken. Im September 1944 wurde er in das Ghetto Theresienstadt deportiert und von dort in das KZ Auschwitz, wo er ermordet wurde. Der Sohn Gideon Augapfel (1921–1941) wurde 1941 im KZ Mauthausen ermordet.
Rosa Augapfel überlebte die KZ-Haft, wanderte 1949 in die USA aus und starb dort 1967. Fünfzehn Jahre nach der Aberkennung wurde Augapfel der Doktorgrad am 15. Mai 1955 wieder zuerkannt. 

## Schriften (Auswahl)
- Babylonische Rechtsurkunden aus der Regierungszeit Artaxerxes I. und Darius II. Wien: Hölder, 1917